# Итапарика
Итапарика (порт. Itaparica)  —  муниципалитет в Бразилии, входит в штат Баия. Составная часть мезорегиона Агломерация Салвадор. Находится в составе крупной городской агломерации Агломерация Салвадор. Входит в экономико-статистический микрорегион Салвадор. Население составляет 19 897 человек на 2007 год. Занимает площадь 115,922 км². Плотность населения — 187,9 чел./км².

## Статистика
- Валовой внутренний продукт на 2005 год составляет 69 766 898 реалов (данные: Бразильский институт географии и статистики).
- Валовой внутренний продукт на душу населения на 2005 год составляет 3263 реала (данные: Бразильский институт географии и статистики).
- Индекс развития человеческого потенциала на 2000 год составляет 0,712 (данные: Программа развития ООН).